# Lazăr Lădariu
Lazăr Lădariu (n. 25 martie 1939, Idicel, România – d. 1 ianuarie 2019, Târgu Mureș, România) a fost un politician român, ales ca deputat în legislatura 1992-1996 și în legislatura 1996-2000 pe listele partidului PUNR și redactor-șef al cotidianului Cuvântul liber. Lazăr Lădariu a devenit ținta criticilor pentru scrieriile sale subiective, de multe ori lipsite de realitate în timpul conflictului interetnic de la Târgu Mureș și pentru atitudinea sa naționalistă manifestată împotriva comunității maghiare din România. În cadrul activității sale parlamentare în legislatura 1996-2000, Lazăr Lădariu a fost membru în grupurile parlamentare de prietenie cu Japonia și Federația Rusă.

## Cronologie
- Clasele I-VII : Idicel-Sat și Ideciul de Sus
- Liceul "Al.Papiu Ilarian", actualul Colegiul Alexandru Papiu Ilarian din Târgu Mureș - absolvit în 1957
- 1957-1958 - profesor suplinitor la Urisiul de Sus
- 1958 - în urma examenului de admitere, student la Facultatea de Filologie a Universității din Cluj-Napoca
- 1963- absolvent al Facultății de Filologie
- 1963-1969 - asistent universitar la Institutul Pedagogic de 3 ani din Târgu-Mureș, actuala Universitatea Petru Maior din Târgu Mureș
- 1970-1975 - corespondent județean la ziarul satelor "Satul socialist"
- august 1975- redactor la ziarul județean "Steaua roșie", șef de rubrică la "Probleme cetățenești", până în 26 decembrie 1989
- 26 decembrie 1989 - până în prezent  redactor-șef la Cuvântul liber
- a publicat peste 10.000 de articole
- colaborari cu grupaje și pagini de poezie în revistele "Vatra" , "România literară" , "Steaua" , "Tribuna" etc. • Poezii traduse in limbile germană, rusă, maghiară, sarbă, albaneză

## Operă
- 1969 - "Mureș, pe marginea ta…" (împreună cu dr. Serafim Duicu) - folclor poetic;
- 1983 - "Caietul debutanților" (volum colectiv la Concursul de debut, aparut la Editura "Albatros") - versuri;
- 1984 - "Râurile se întorc la izvoare" (Editura "Sport Turism") - carte de reportaj;
- 1985 - "Câmpuri cosite de ceața" (Editura "Dacia") - versuri;
- 1985 - "Epopeea de pe Mureș" (volum colectiv, împreună cu dr. Grigore Ploeșteanu și Vasile T. Suciu), în revista "Vatra", "Documentele continuității";
- 1986 - "Cartea Mureșului" (volum colectiv), (Editura "Eminescu") - carte de reportaj;
- 1986 - "Doar lumina deasupra" , (Editura "Eminescu") - versuri;
- 1991 - "De pe celălalt mal" (Editura "Columna", Târgu-Mureș) - versuri;
- 1992 - "Starea de veghe" (Editura "Columna", Târgu Mureș) versuri;
- 1994 - "Dimineți fara coloane" (Editura "Tipomur", -Târgu-Mureș) - versuri;
- 1995 - "Planete pentru iscoade albe" (Editura "Tipomur", Târgu-Mureș) - versuri;
- 1996 - "Transilvania din suflet" (Editura "Tipomur", Târgu-Mureș) - publicistică;
- 1997 - "Ieșirea din iarnă" (Editura "Tipomur", Târgu-Mureș) - versuri;
- 1999 - "Zăpezi dilematice" (Editura "Tipomur" Târgu-Mureș) - versuri;
- 2000 - "Prezent!" (Editura "Tipomur", Târgu-Mureș) -publicistica;
- 2001 - "Onomastica ierbii" (Editura "Tipomur", Târgu-Mureș) - versuri;
- 2002 - "Veghe cu fluturi" (Editura "Tipomur", Târgu-Mureș) - versuri;
- 2003 - "Furată, trădată mereu…" (Editura "Tipomur", Târgu-Mureș) - publicistica;
- 2004 - "Vânatoare de umbre" (Editura "Tipomur", Târgu-Mureș);
- 2005 - "Sub norii de plastic" (Editura "Dacia", Cluj-Napoca) - poezii;
- 2006 - "Litaniile cerului" (Editura "Nico", Târgu-Mureș) - poezii;
- 2007 - "Trecerea râului" (Editura "Nico", Târgu-Mureș) - poezii.

## Premii

### Premii literare
- Premiul Asociației Scriitorilor din Târgu-Mureș-pentru cărțile:"Campuri cosite de ceata", "Planete pentru iscoadele albe", "Prezent!", "Sub norii de plastic" si "Litaniile cerului"
- În anul 2005 i s-a decernat Premiul de Excelență și Diploma Asociației Scriitorilor, filiala Târgu-Mureș pentru întreaga activitate literară

### Alte premii
- "Cel mai apreciat jurnalist" mureșean în anii 2003, 2005 și 2006, declarat în cadrul Galei "Omul anului".
- "Târgumureșean de onoare" - 2005
- "Cetățean de onoare" al localităților Deleni (Ideciu de Jos) si Urisiul de Sus (Chiheru)
- "Diploma de excelență" si "Fibula de la Suseni", cea mai înaltă distincție județeană
- Premiul special "Rekord - Ambasador"
- Peste alte 100 de diplome și distincții, pentru promovarea culturii naționale, a tradiției românești, pentru performanță jurnalistică, activitate în slujba comunității și respectarea limbii române
- Premii ale Uniunii Ziariștilor Profesioniști

## Alte funcții
- Membru în Uniunea Scriitorilor din România
- Membru în Uniunea Ziariștilor Profesioniști
- Membru al delegației române, din partea Camerei Deputaților, la Adunarea Parlamentară a Cooperării Economice a Mării Negre
- Membru al Comisiei pentru Cultură, Arte, Mass-Media a Camerei Deputaților
- Vicepreședinte al Partidului Unității Naționale Române
- Președinte al Despărțământului Central Județean Mureș al ASTRA